# 33e corps (Inde britannique)
Le XXXIIIe corps est une unité militaire de l'Armée de terre indienne depuis 1960, elle s'est illustrée dans l'armée indienne britannique formée en Inde en 1942. Le corps participa à la campagne de Birmanie et fut dissoute après la fin de la Seconde Guerre mondiale.

## Formation

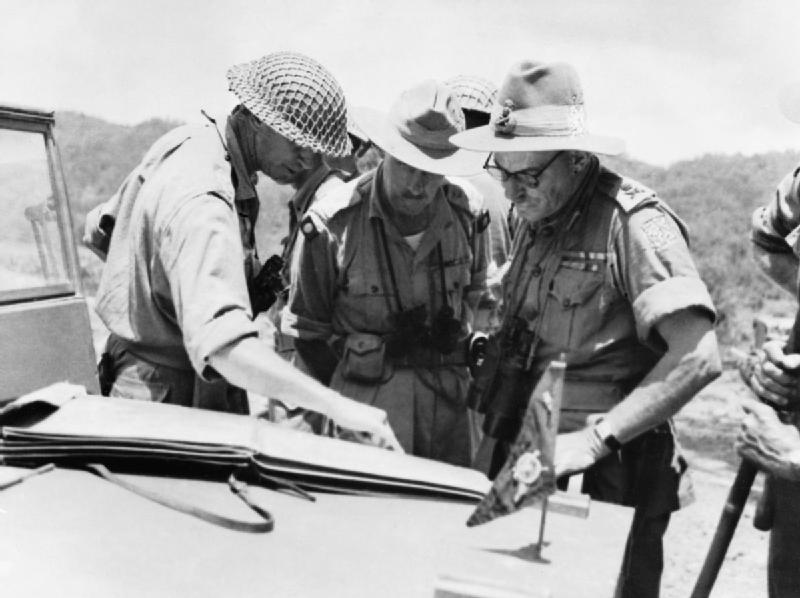
Le général Sir Montagu Stopford, GOC XXXIIIe Indian Corps (à droite), s'entretient avec le général de division J. M. L. Grover, 2e division du GOC (à gauche) et le brigadier J. A. Salomons, commandant de la 9e brigade indienne (au centre), après l'ouverture de la route Imphal-Kohima.

Le corps a été créé à Bangalore en Inde le 15 août 1942. Son premier commandant était le lieutenant général Philip Christison. Le 15 octobre 1943, Christison a été transféré au commandement du XVe corps indien, qui était alors sur le point d'entrer en action dans la campagne de Birmanie, et remplacé comme commandant du XXXIIIe corps par le lieutenant-général Montagu Stopford.
Pendant une grande partie de son histoire, le corps a été stationné dans le sud de l'Inde, préparant les troupes pour plusieurs opérations amphibies prévues contre les Japonais dans l'océan Indien.

### Quatorzième armée
Le corps a été ajouté à l'ordre de bataille de la quatorzième armée lors de la crise du printemps 1944. Les forces japonaises assiégeaient la force britannique à Imphal, avec un détachement bloquant la seule route par laquelle elles pouvaient être relevées à Kohima. Le XXXIIIe corps fut envoyé pour commander l'effort de secours monté depuis l'Assam.
Ses unités ont d'abord été concentrées autour de Dimapur, une tête de ligne vitale et un dépôt logistique. Une fois l'arrivée suffisante de troupes fraîches, la 2e division britannique releva la 161e brigade indienne encerclée, qui à son tour releva les défenseurs de Kohima. Pendant plusieurs semaines, la 2e division, rejointe plus tard par la 7e division d'infanterie indienne, lança des attaques répétées pour chasser les Japonais des positions qu'ils avaient capturées sur la crête de Kohima, tandis que la 23e brigade britannique (une formation Chindits) coupait les lignes de communication japonaises. Une fois les Japonais contraints à une retraite, le corps conduisit vers le sud pour soulager Imphāl. Le 22 juin 1944, les troupes du XXXIIIe corps rencontrèrent les forces indiennes s'avançant vers le nord depuis Imphal, soulageant ainsi le siège. Le corps entreprit alors l'élimination des forces japonaises autour d'Ukhrul et l'administration de plusieurs divisions se reposant après les batailles.
À la fin de 1944, une offensive générale pour libérer la Birmanie fut mis en œuvre. Au début de l'opération (opération Capital), le XXXIIIe corps était la force de frappe du flanc droit de la quatorzième Armée, avec le IVe corps à sa gauche. Après avoir réalisé que les Japonais avaient empêché l'attaque en se retirant derrière le fleuve Irrawaddy, le corps devint la formation du flanc gauche, attaquant dans la plaine de Shwebo entre le fleuve Chindwin et l'Irrawaddy. Il se composait de la 2e division britannique, des 19e et 20e divisions indiennes, de la 268e brigade d'infanterie indienne motorisée et des chars Grant et Stuart de la 254e brigade de chars indienne.
À la fin de février, le corps captura des têtes de pont au-dessus de l'Irrawaddy sur un large front, détournant l'attention des Japonais de la poussée principale du IVe corps. Au cours du mois de mars, il lança ses propres offensives. La ville de Mandalay fut capturée par la 19e division et les armées japonaises de l'Irrawaddy ont été détruites.
Après une brève période de réorganisation, le corps fut à nouveau basculé sur le flanc droit de la 14e armée. La 2e division britannique a été renvoyée en Inde et la 20e division indienne a repris ses véhicules. En avril, le corps (maintenant composé des 7e et 20e divisions indiennes) avança vers le sud dans la vallée de l'Irrawaddy. Début mai, il s'associa à d'autres troupes indiennes qui avaient capturé Rangoun, la capitale du pays.

### Transformation

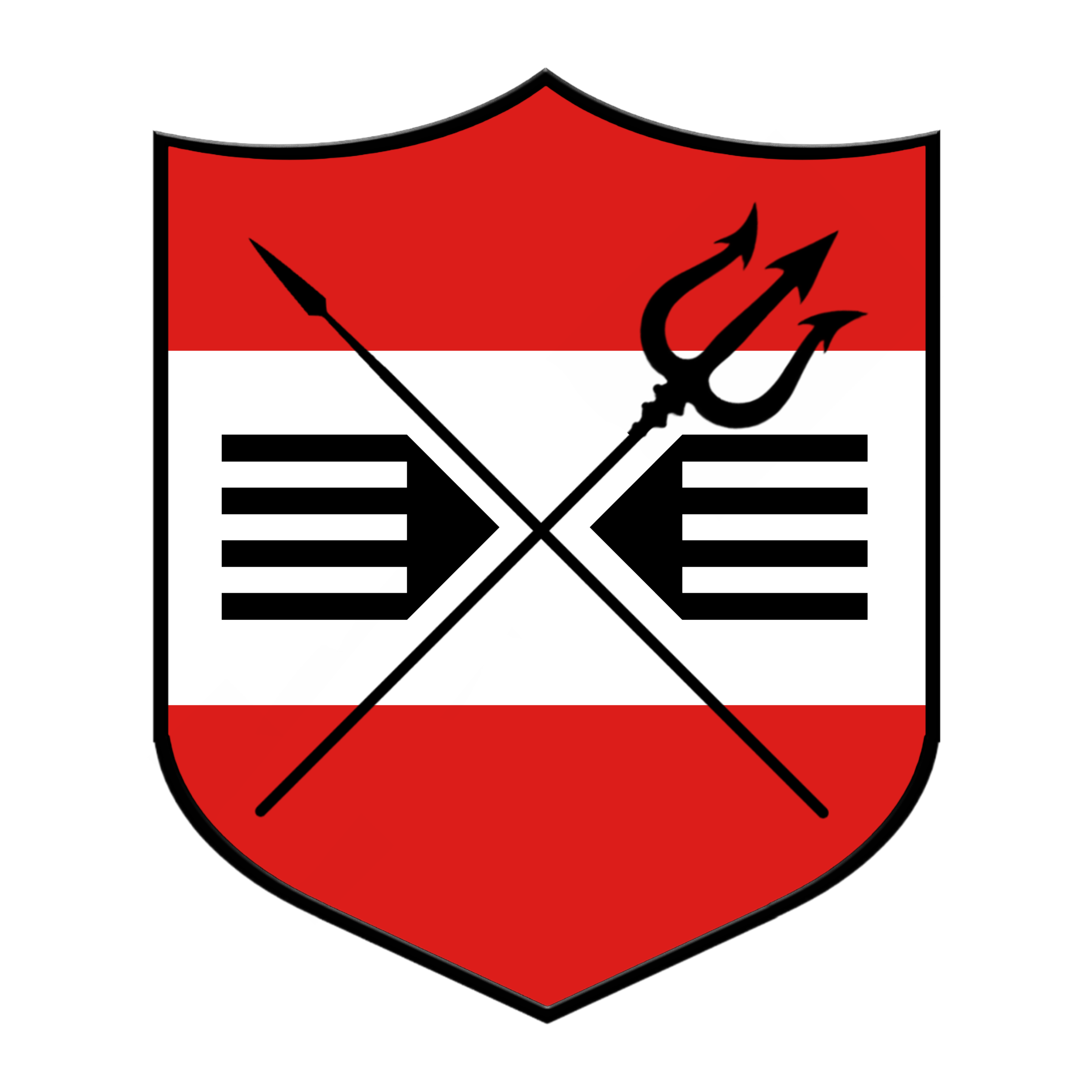
Badge

Le commandement allié en Birmanie fut réorganisé en mai, peu après la chute de Rangoun. Le quartier général du XXXIIIe corps fut transformé en celui de la douzième armée britannique, Stopford ayant été promu au nouveau commandement, avec la responsabilité de nouvelles opérations en Birmanie, y compris la défaite de la tentative d'évasion japonaise dans le Pegu Yoma en juillet et août 1945.
En 1960 elle est reconstituée et fait partie du commandement est.